# Aulacodes splendens
Aulacodes splendens là một loài bướm đêm trong họ Crambidae.